# Cave del Predil
Cave del Predil (pron.: Predìl, Rabil in friulano, Raibl in tedesco, Rabelj in sloveno) è una frazione del comune di Tarvisio (nella ex provincia di Udine). Gli abitanti si chiamano cavesi, e qui viene parlato di più l'italiano e il friulano.

## Geografia fisica
Sorge a 900 m nella Val del Rio del Lago, circondata dai monti Cinque Punte (1.909 m) a nord-est, Monte Re (1.912 m) a nord-ovest, Jôf del Lago a sud-ovest e Cima del Lago (2.195 m) a sud-est. In prossimità del paese si trova il Passo del Predil (1.165 m) che porta in Slovenia. 
Il territorio si trova a nord dello spartiacque alpino principale (che attraversa il Passo): di conseguenza appartiene al bacino del Danubio e quindi del Mar Nero. Non lontano dal paese inoltre giace il Lago del Predil (Raiblersee - Rabeljsko jezero, 959 m), nota meta turistica.

## Storia
Il paese deve la sua esistenza (e il suo nome in italiano) alle miniere di piombo e zinco del monte Re, in attività fino al 1991, che condizionano in modo pesante il paesaggio circostante. La storia della miniera affonda le sue radici in epoca preromana (800 a.C.) in cui pare ci fosse già un'attività estrattiva. Il primo documento storico che fa riferimento all'attività estrattiva risale al 1320 quando il duca Federico il Bello rilasciò la concessione estrattiva ad un gruppo di minatori del tarvisiano.
Nel 1456 il vescovo di Bamberga concesse ad Osvaldo Raibl il diritto di scavo del giacimento. Per molti secoli la miniera venne gestita dalla famiglia Rechbach. Nel 1759 Raibl entrò a far parte dei possedimenti degli Asburgo. Nel 1835, a causa di ripetuti ribassi salariali, i minatori entrarono in sciopero; per sedare la rivolta fu necessario un intervento militare. Al termine dell'agitazione furono licenziati 120 lavoratori. Nel 1890 venne realizzata la prima centrale idroelettrica che dava energia all'argano di estrazione del pozzo. Il villaggio di Raibl fu tra i primi ad avere l'energia elettrica all'interno delle abitazioni.
Nel 1898 iniziò la costruzione della galleria di Bretto, allo scopo di facilitare il drenaggio delle acque ristagnanti nei livelli più profondi. La galleria inizia a 240 metri di profondità sotto al paese e sbocca presso il villaggio di Bretto, oggi in Slovenia. I 4 844 metri della galleria vennero inaugurati nel 1905. I minatori non si limitarono a scavare gallerie solo all'interno della montagna, ma si spinsero anche sotto il villaggio. L'8 gennaio 1910 una parete si spaccò, facendo così penetrare nella miniera l'acqua proveniente dal lago sovrastante. Alcune gallerie franarono sotto la pressione delle acque. Verso le ore 13, l'ospedale del paese venne inghiottito nel sottosuolo, sprofondando per 150 metri e oltre. Persero la vita sette persone: il medico, sua moglie, il figlio, una cuoca, una cameriera, un capoposto dei gendarmi in pensione e la moglie. Nel 1914 la comunità locale eresse un monumento in memoria della tragedia.
Nel 1917, in previsione del grande attacco degli Imperi centrali contro il Regio Esercito italiano, la galleria mineraria fu trasformata in linea ferroviaria permettendo il passaggio di 170 tonnellate di materiale e di 600 soldati al giorno. Il movimento in galleria si effettuava per 16 ore al giorno. I soldati austriaci arrivavano da un lato della montagna, a Raibl (oggi Cave del Predil), e di qui, attraverso la galleria mineraria, arrivavano a Bretto.
Uomini, armi e sussistenza vennero spostati qui da altri fronti con uno stratagemma che eluse la sorveglianza dell’esercito italiano, che presidiava il fronte all'altezza di Plezzo. I rinforzi dell’esercito austroungarico infatti giunsero a Plezzo e Tolmino trasportati in treno di notte, nascosti nella boscaglia in modo che i comandi italiani non li scorgessero e trasportati poi a piedi nell’ultimo tratto, fino al fronte. Per illudere gli italiani che la linea del fronte si stesse smantellando invece che “armando”, durante il giorno gli austro-ungarici facevano transitare in allontanamento da Plezzo e Tolmino treni carichi di uomini e mezzi, occultando invece l’approvvigionamento che avveniva di notte. Il Passo del Predil era ben sorvegliato dagli alpini italiani posizionati sul Monte Nero (Alpi Giulie), conquistato il 16 giugno 1915. Gli austro-ungarici, non volendo palesare le proprie strategie, a partire dall’agosto 1917 evitarono di transitare dal passo, preferendo superare la montagna attraverso la galleria mineraria di Bretto.

Tracciato della galleria di Bretto (tratteggiato)

Nelle settimane antecedenti la Battaglia di Caporetto gli austriaci vi fecero passare 270 000 militari con 22 000 treni. Nel 1919, dopo gli eventi bellici e a seguito del trattato di Saint-Germain, i territori del tarvisiano passarono sotto l'amministrazione italiana e con essi anche miniera di Raibl che divenne proprietà dello Stato.
In questo periodo la miniera venne data in gestione alla Società Anonima Miniere Cave del Predil, divenuta successivamente Raibl-Società Mineraria del Predil.
Iniziò un periodo florido per la miniera sotto la gestione di Bernardino Nogara, durante la quale venne costruita una teleferica per trasportare il minerale estratto alla stazione di Tarvisio. Dopo la seconda guerra mondiale la galleria di Bretto divenne confine tra Jugoslavia e Italia e oggetto di aspri conflitti politici e burocratici tra i due Paesi, tanto da doverla chiudere con un cancello posto sulla linea di confine sotterranea. Con l'ingresso della Slovenia nell'area Schengen, il cancello non risultò più necessario.
Il periodo postbellico portò la meccanizzazione e automazione dei processi produttivi e alcune migliorie nell'attrezzatura in dotazione ai minatori. Per esempio, le lampade a carburo vennero sostituite da lampade elettriche innestate sull'elmetto. Nel 1953 iniziò un periodo di crisi dal quale la miniera non riuscì a riemergere. La cava, prima sotto la società Raibl, passò nel 1956 sotto la Società Mineraria Metallurgica di Pertusola e nel 1963 sotto l'Azienda Mineraria Metallurgica Italiana, gestita dallo Stato.
Nel 1965 la Regione divenne proprietaria della miniera. Nel 1979 la gestione del giacimento di Cave fu delegata alla società Samim (gruppo Eni). Nonostante una animata protesta da parte dei minatori durata 17 giorni, il 30 giugno 1991 la miniera venne chiusa. La chiusura della miniera segnò per il paese l'inizio di una profonda crisi occupazionale che portò ad un notevole calo demografico. Il numero di abitanti, che nel 1968 ammontava a 2 100, è sceso oggi a circa 400.

## Luoghi d'interesse

### Miniera di Raibl
È possibile partecipare a visite guidate attraverso una parte della miniera mediante un trenino a trazione elettrica.

### Museo storico militare delle Alpi Giulie
Data la connotazione geografica ed il forte passaggio delle truppe molti sono i reperti custoditi nel Museo.
Il percorso museale è pensato per la contestualizzazione storico-geografica e la comprensione del territorio dove si sono svolti gli avvenimenti bellici; vengono approfonditi i principali eventi significativi svoltisi nel territorio di cui si ha ampia documentazione di archivio (anche di diversa nazionalità), reperti ed oggettistica di corredo. Partendo dai periodi storici di riferimento il percorso si sviluppa in maniera tale da introdurre il visitatore nella visualizzazione del territorio come teatro degli eventi storici.
- Campagne napoleoniche antiasburgiche condotte dall'Armata d’Italia a cavallo dei secoli XVII e XIX di cui si ricordano le vie tattiche del Predil, della Raccolana e della stretta di Malborghetto
- Teatro operativo della prima guerra mondiale (1915-1918) di cui si ricorda il fronte italo-austriaco nel settore carnico-giulio-carinziano con l'incidenza di Caporetto e la conclusione vittoriosa del conflitto che ha consentito al Regno d'Italia di acquisire, superato lo spartiacque di Camporosso, la conca di Tarvisio e di stabilire così il nuovo confine di Stato
- Base di partenza e oggetto di contenzioso internazionale durante la seconda guerra mondiale. Si ricorda il vallo littorio, la fortificazione permanente per le operazioni di occupazione del territorio jugoslavo nell'aprile-maggio 1941

Sviluppato su due livelli il museo vuole creare due momenti di coinvolgimento per il visitatore, un'introduzione e contestualizzazione geografica al piano terra ed una parte museale documentale vera e propria destinata ai tre periodi in oggetto.

## Galleria d'immagini

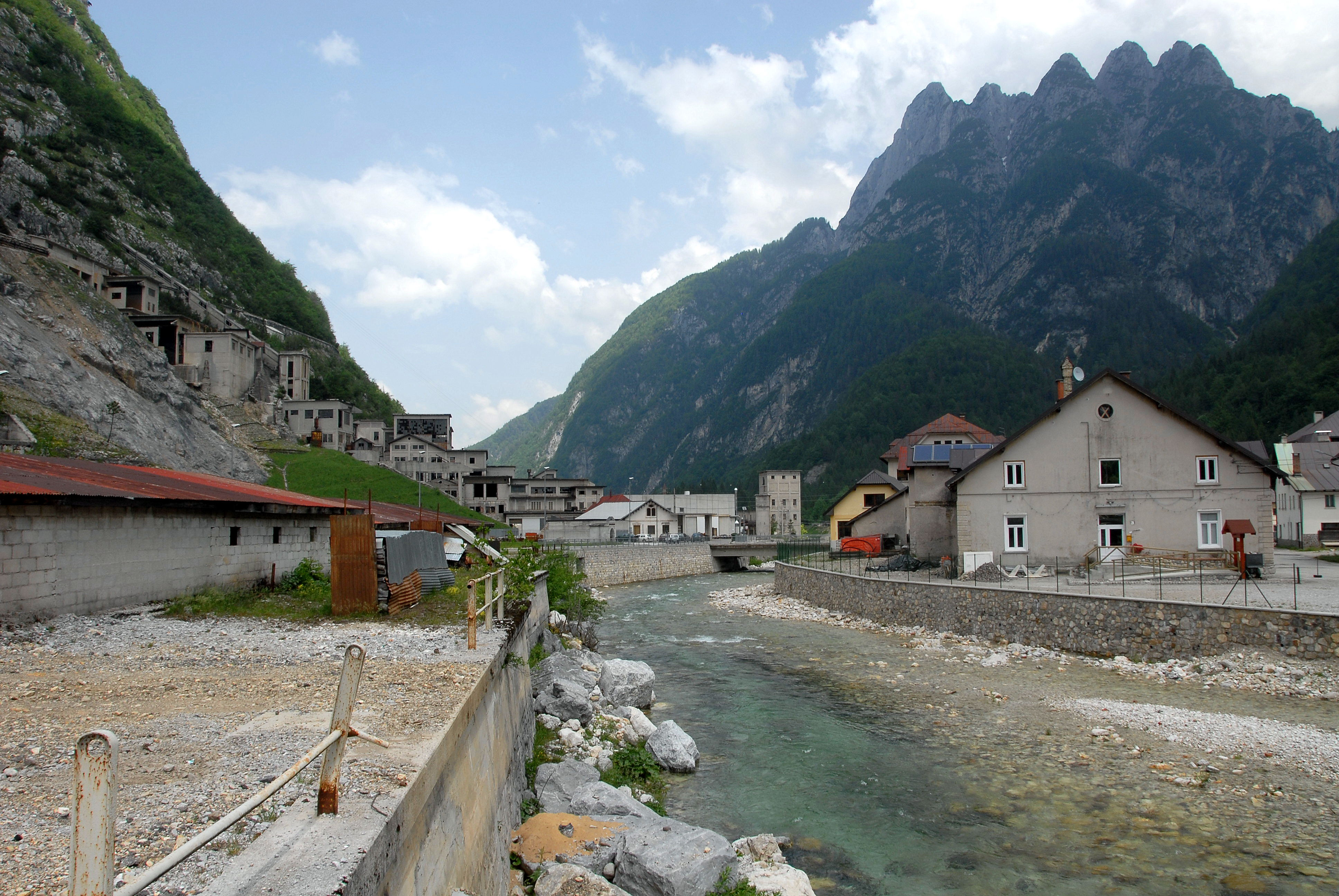
Il Rio del Lago che attraversa il paese
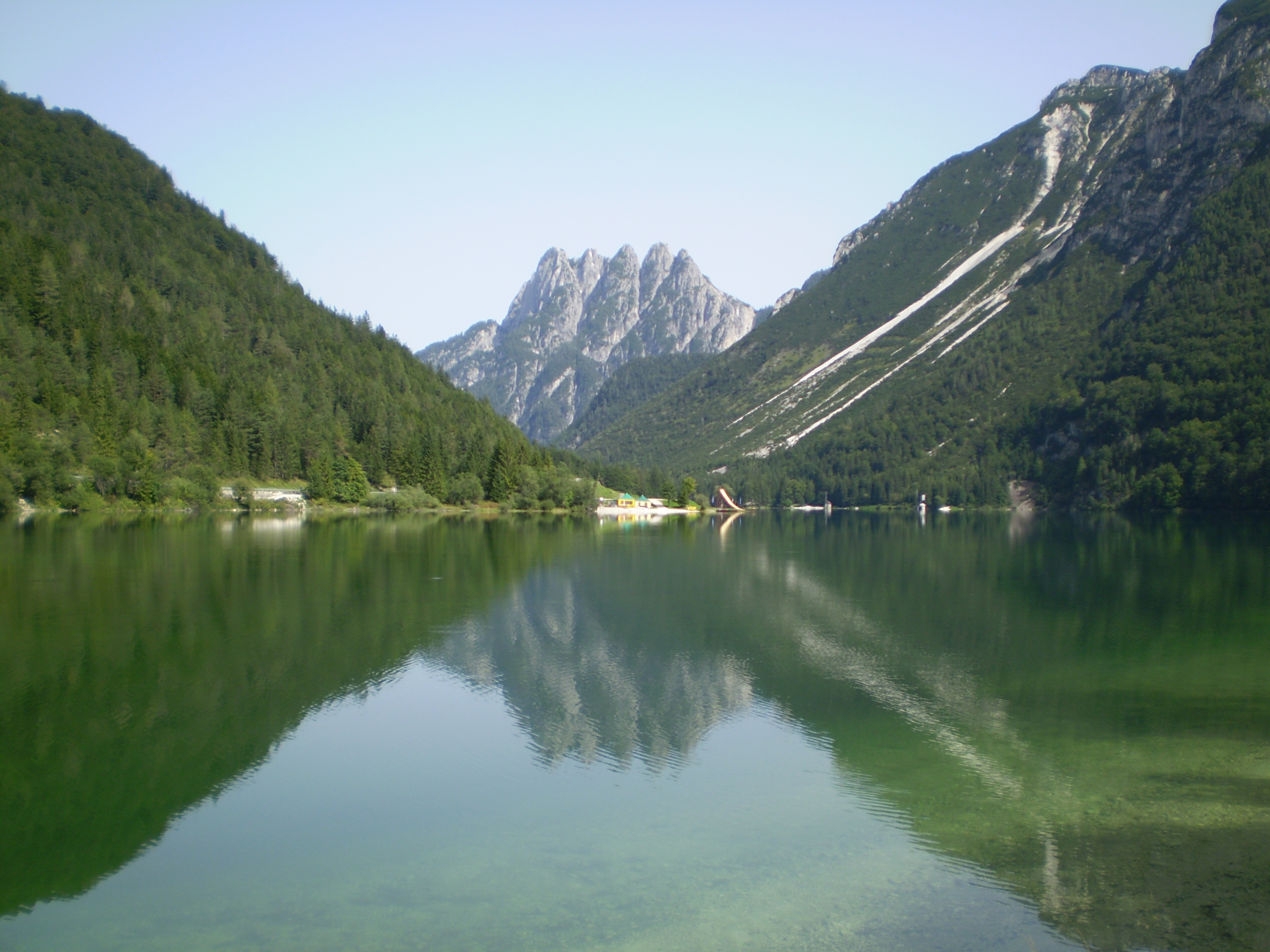
Il lago del Predil e le Cinque Punte
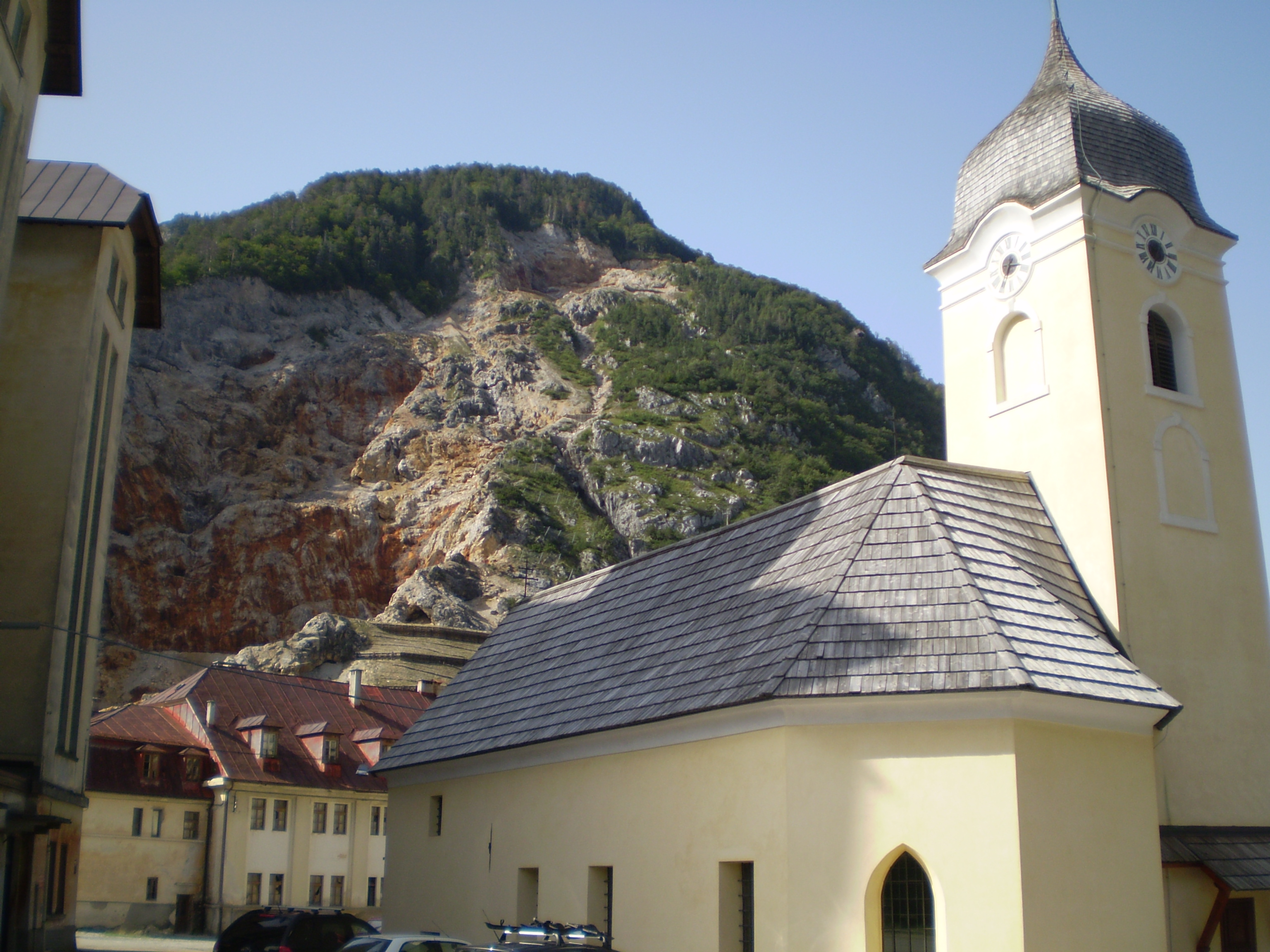
La vecchia chiesa di Cave
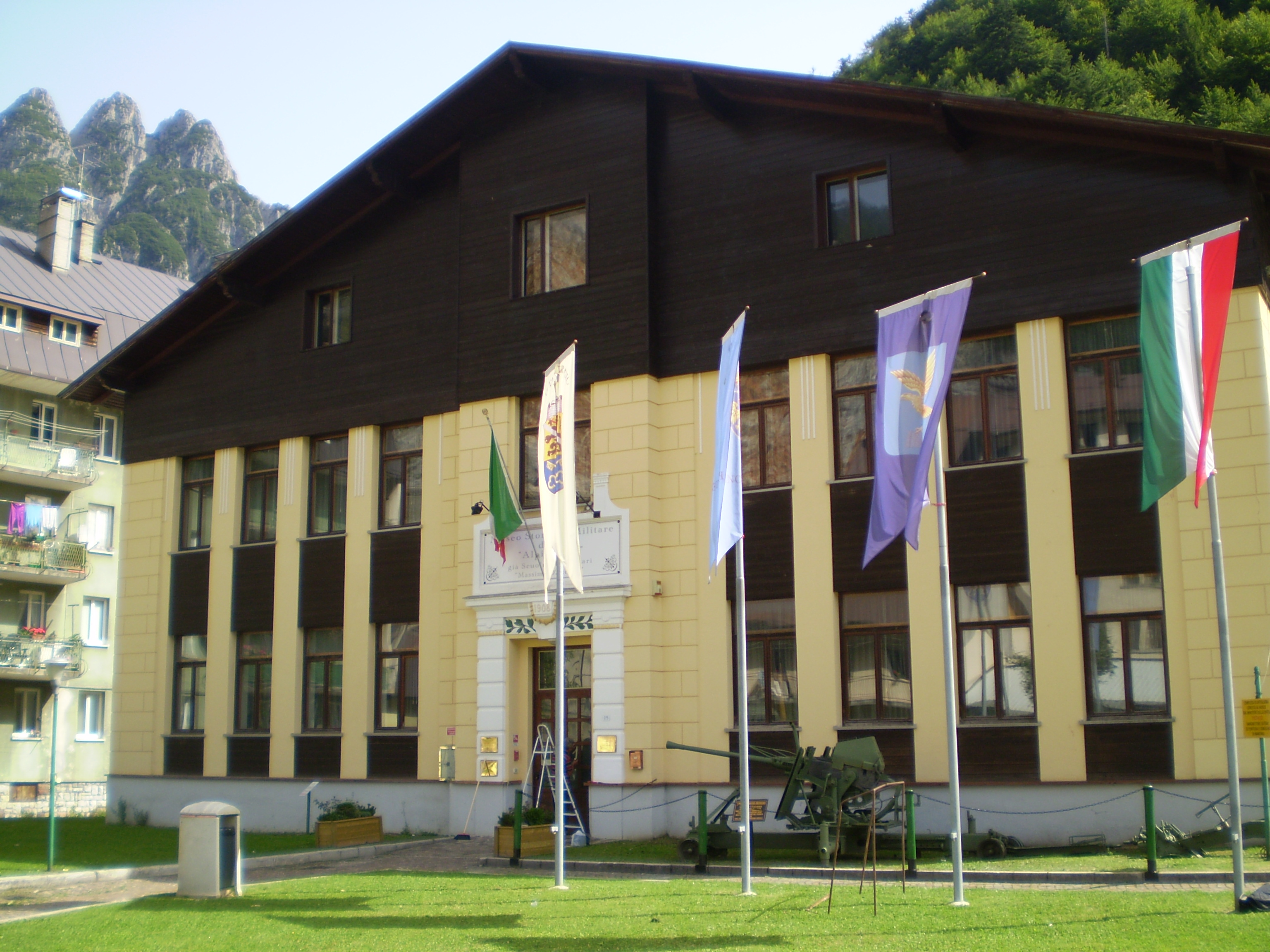
Il museo storico militare
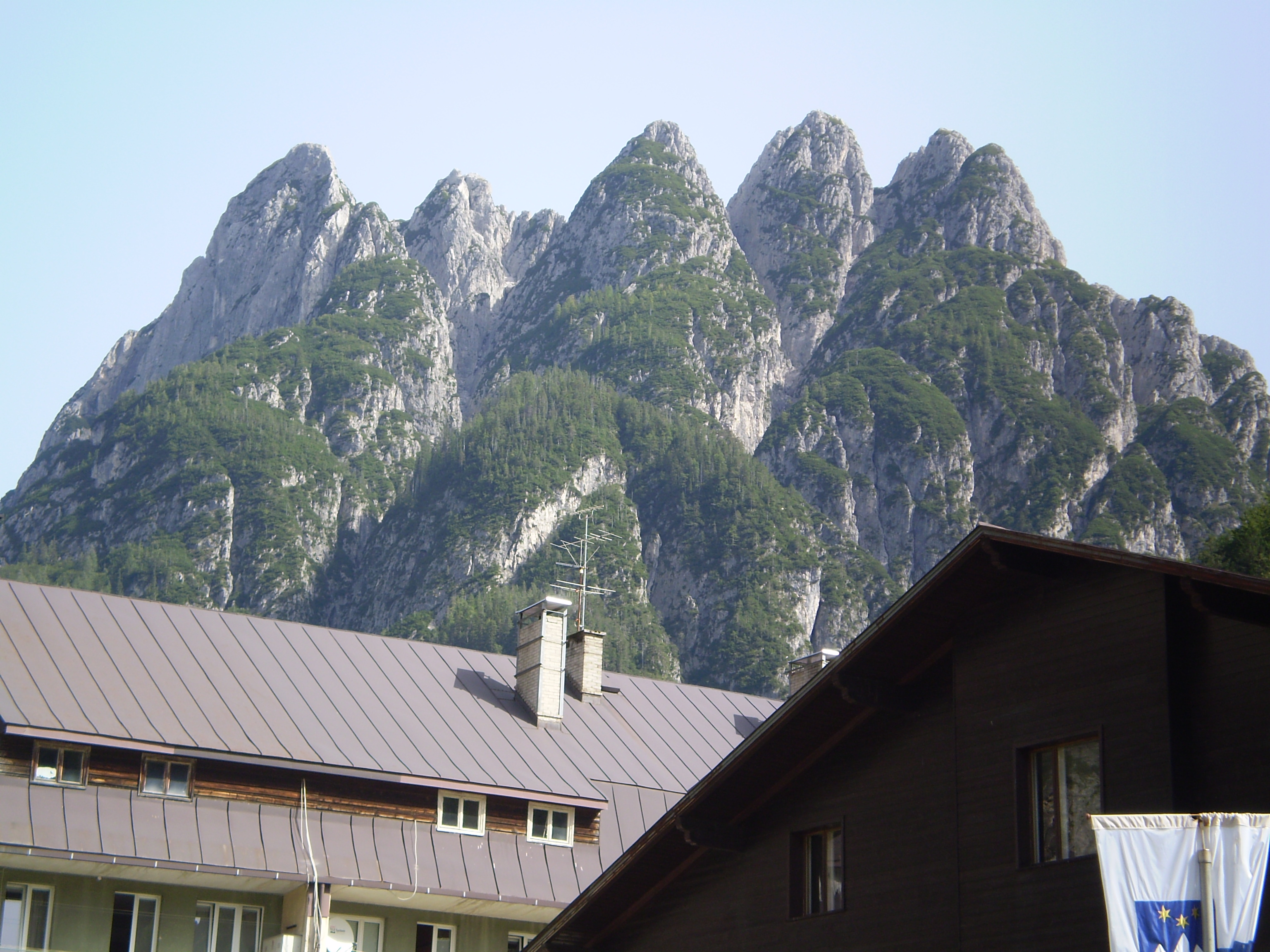
Le Cinque Punte viste dalla piazza
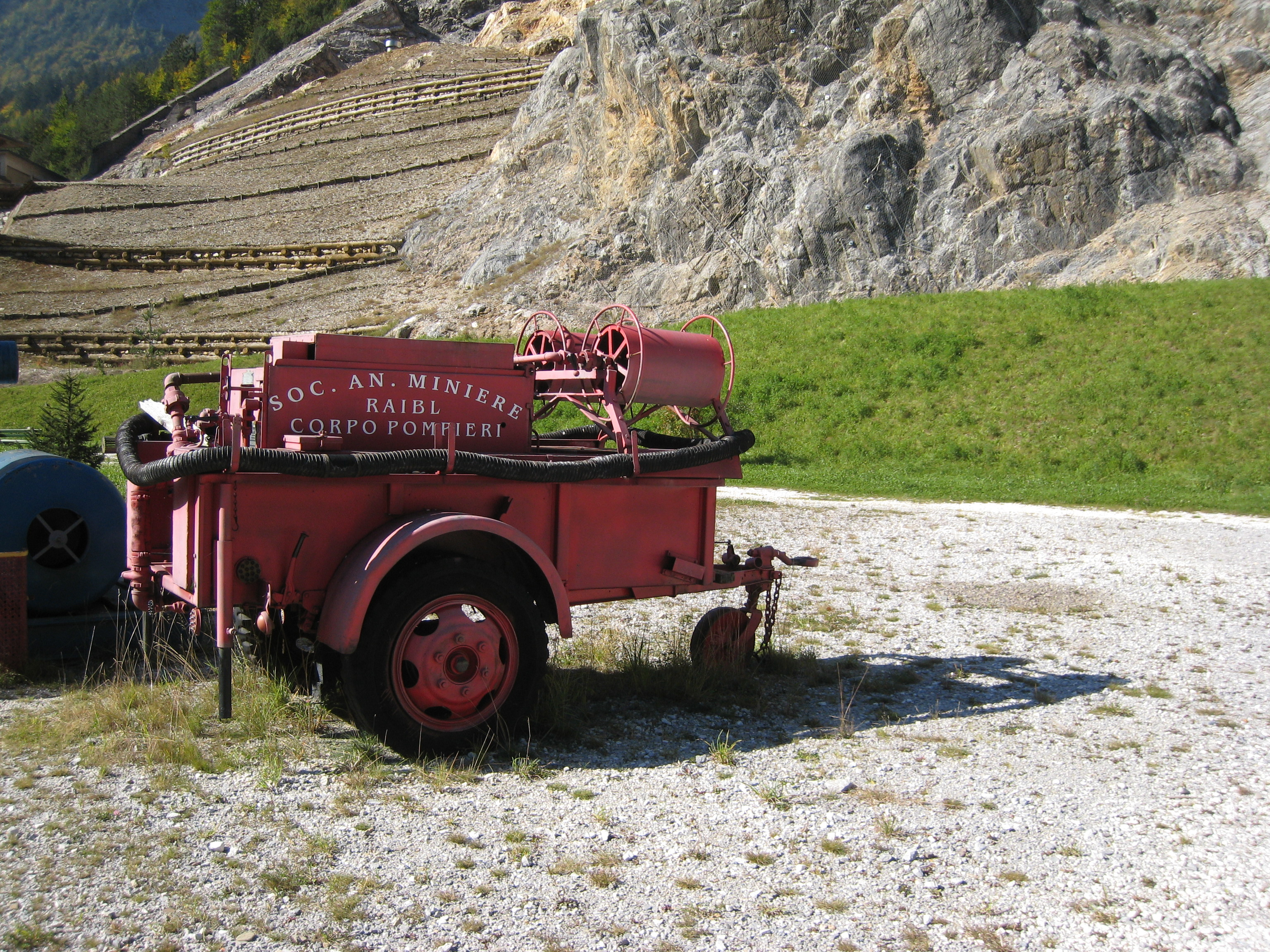
La zona delle cave
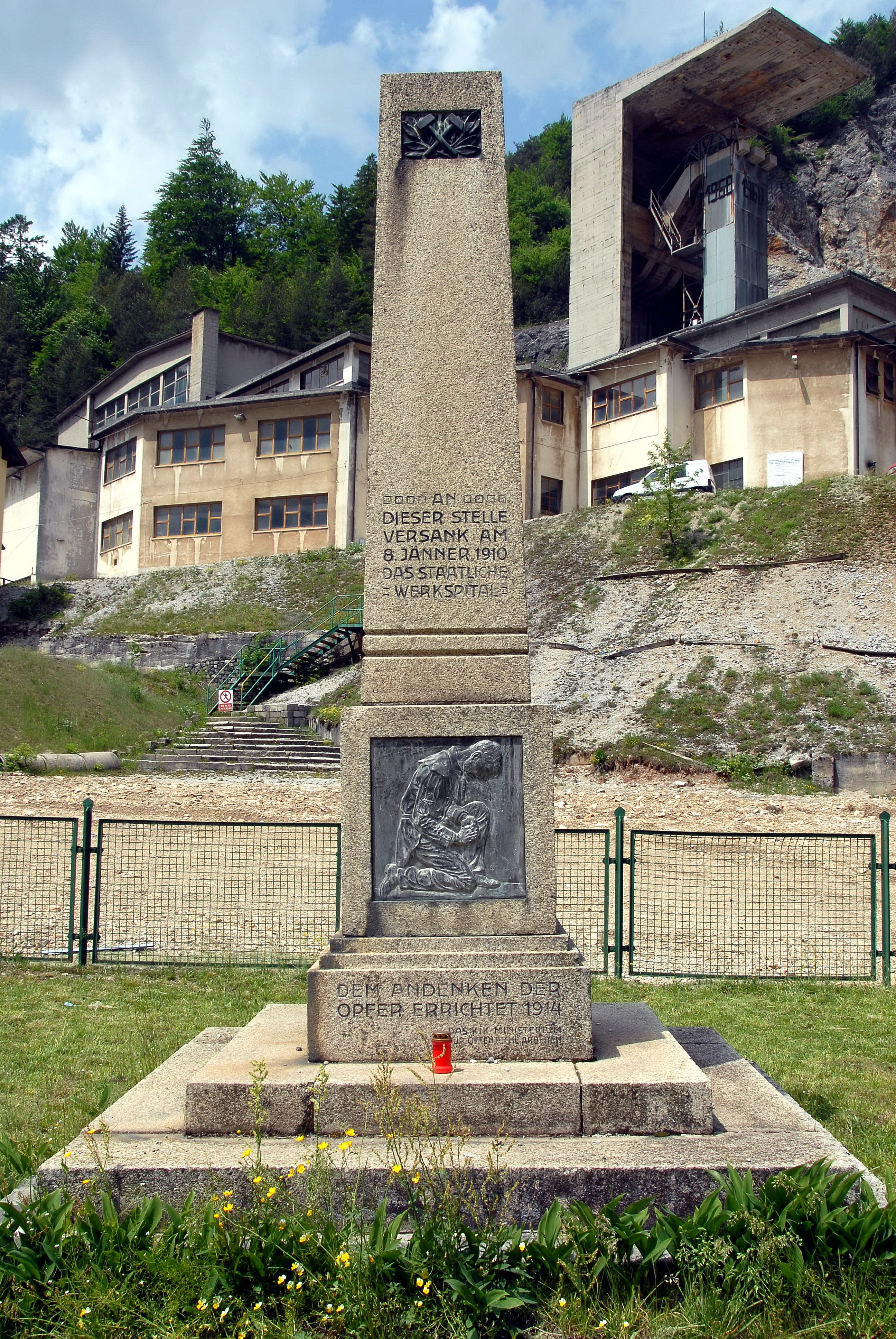
Monumento in memoria della catastrofe dell'8 gennaio 1910